# Lista de episódios de Darker than Black
Abaixo segue uma lista de episódios de Darker than Black.

## Primeira temporada
1. Darker Than Black 01 - A Estrela do Contrato Cai...(Parte 1)
2. Darker Than Black 02 - A Estrela do Contrato Cai...(Parte 2)
3. Darker Than Black 03 - A Nova Estrela Reluz na Aurora...(Parte 1)
4. Darker Than Black 04 - A Nova Estrela Reluz na Aurora...(Parte 2)
5. Darker Than Black 05 - O Sonho Vermelho do Desastre Desaparece no Leste Europeu (Parte 1)
6. Darker Than Black 06 - O Sonho Vermelho do Desastre Desaparece no Leste Europeu (Parte 2)
7. Darker Than Black 07 - A Gardênia Libera seu Cheiro na Chuva de Maio...(Parte 1)
8. Darker Than Black 08 - A Gardênia Libera seu Cheiro na Chuva de Maio...(Parte 2)
9. Darker Than Black 09 - O Vestido Branco Manchado Pelos Sonhos e Sangue da Garota...(Parte 1)
10. Darker Than Black 10 - O Vestido Branco Manchado Pelos Sonhos e Sangue da Garota...(Parte 2)
11. Darker Than Black 11 - Tempo de Recuperar o Que Foi Perdido Atrás do Portão...(Parte 1)
12. Darker Than Black 12 - Tempo de Recuperar o Que Foi Perdido Atrás do Portão...(Parte 2)
13. Darker Than Black 13 - Meu Coração Não Oscila com a Água na Noite Prateada...(Parte 1)
14. Darker Than Black 14 - Meu Coração Não Oscila com a Água na Noite Prateada...(Parte 2)
15. Darker Than Black 15 - Memórias da Traição, o Sorriso de Amber...(Parte 1)
16. Darker Than Black 16 - Memórias da Traição, o Sorriso de Amber...(Parte 2)
17. Darker Than Black 17 - Uma Canção de Amor É Cantada em Uma Pilha de Lixo...(Parte 1)
18. Darker Than Black 18 - Uma Canção de Amor É Cantada em Uma Pilha de Lixo...(Parte 2)
19. Darker Than Black 19 - Um Sonho Sóbrio de Vaidade...(Parte 1)
20. Darker Than Black 20 - Um Sonho Sóbrio de Vaidade...(Parte 2)
21. Darker Than Black 21 - A Cidade Purificada se Afoga em Lágrimas...(Parte 1)
22. Darker Than Black 22 - A Cidade Purificada se Afoga em Lágrimas...(Parte 2)
23. Darker Than Black 23 - Deus Está no Paraíso
24. Darker Than Black 24 - Chuva de Meteoros
25. Darker Than Black 25 - O Sonho Sombrio do Shinigami Negro é uma Sombra mais Escura que o Preto?
26. Darker Than Black 26 - Abaixo das Flores de Cereja Inteiramente Florescidas